# 3669 Vertinskij
Vertinskij (asteróide 3669) é um asteróide da cintura principal, a 2,0591126 UA. Possui uma excentricidade de 0,0699562 e um período orbital de 1 203,25 dias (3,3 anos).
Vertinskij tem uma velocidade orbital média de 20,01724929 km/s e uma inclinação de 4,82557º.
Este asteróide foi descoberto em 21 de Outubro de 1982 por Lyudmila Karachkina.